# Lew Gerrard
Lewis Albert Gerrard (Auckland, 5 aprile 1938) è un ex tennista neozelandese.

## Biografia
Ha giocato due finali all'Auckland Open, la prima nel 1962 sconfitto da Ken Fletcher e la seconda nel 1964 dov'è stato Fred Stolle ad impedirgli il successo. Negli Slam ha raggiunto i quarti di finale agli Australian Championships 1966 dov'è stato sconfitto nuovamente da Stolle mentre nel doppio è avanzato fino alle semifinali di Wimbledon 1964 in coppia col connazionale Ian Crookenden.
Ha fatto parte della squadra neozelandese di Coppa Davis dal 1957 al 1966 ottenendo 16 successi a fronte di 17 sconfitte.